# Volkfeld
Das Volkfeld (auch Volkfeldgau oder Folkfeld genannt) war eine mittelalterliche Gaugrafschaft zwischen Bamberg und dem Maindreieck.
Grafen im Volkfeld waren:
- Folckbert, vor 844 bezeugt, Vater der Äbtissin Blutenda von Münsterschwarzach
- Poppo (II.), 878/880–906 bezeugt, Markgraf (marchio), Dux, 892 Markgraf der Sorbenmark, 903 Markgraf im bayerischen Nordgau, 906 Graf im Volkfeld (Babenberger)
- Berthold, † 15. Januar 980, 941 Graf, 960 Graf im Radenzgau, 961 Graf an der unteren Naab, 973 Graf im Volkfeld, 976 Markgraf, 980 Graf im östlichen Franken (Babenberger, Schweinfurter)

Nach dem Sturz von Bertolds Sohn Heinrich von Schweinfurt bildeten die Königshöfe im Rangau, Volkfeld und Radenzgau den Kern des Besitzes des neu gegründeten Bistums Bamberg.
Der Kern des Volkfeldgaus war das Steigerwaldvorland um das Flüsschen Volkach, das beim gleichnamigen Ort in den Main mündet. Eigentlicher Namensgeber ist die Vollburg, ein markanter Steigerwaldberg, in dessen Nähe die Volkachquelle liegt.